# Réserve naturelle régionale du marais de Brière
La réserve naturelle régionale du marais de Brière (RNR257) est une réserve naturelle régionale située en Pays de la Loire. Classée en 2012, elle occupe une surface de 836 hectares au sein de la Grande Brière.

## Localisation

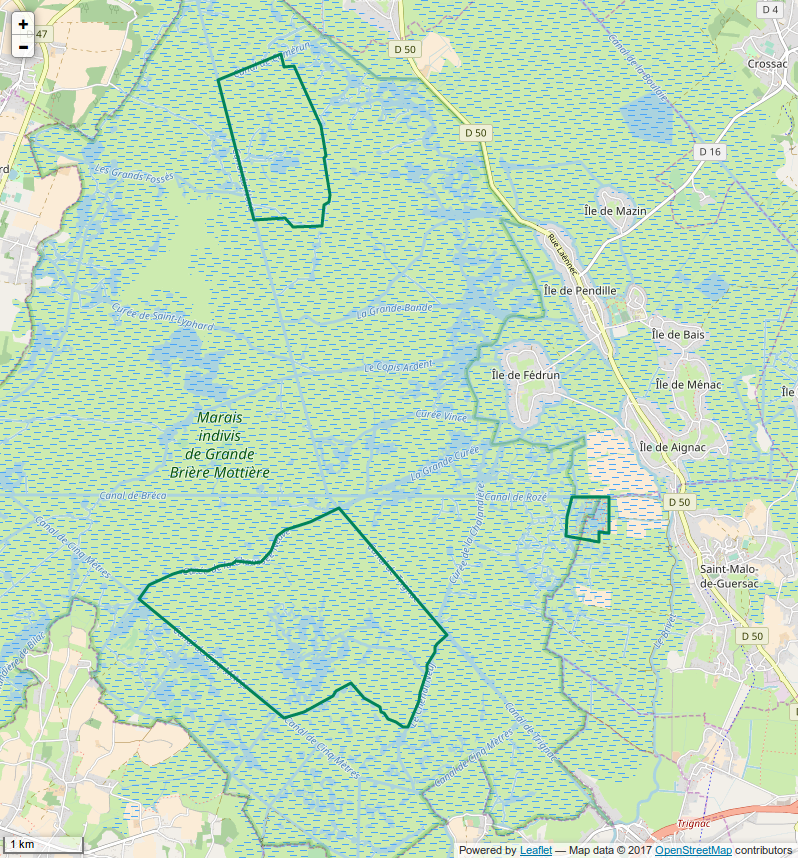
Périmètre de la réserve naturelle.

Le territoire de la réserve naturelle est dans le département de la Loire-Atlantique, sur les communes de Saint-Joachim et Saint-Malo-de-Guersac. Il se compose de 3 secteurs distincts : 
- la réserve du Charreau de Pendille au nord (210 ha),
- la réserve Pierre Constant (25 ha) à l'est,
- la réserve des Grands Charreaux (610 ha) au sud[2].
 La réserve couvre un total de 836 hectares soit environ 5 % de la surface des zones humides de Brière.

## Histoire du site et de la réserve
La zone des Grands Charreaux a été classée comme réserve de chasse en 1973, puis ça a été le cas du Charreau de Pendille, en 1989. 
En 1980, Pierre Constant, un professeur d'université de Rennes, crée un zoo, en face du port de Rozé à Saint-Malo-de-Guersac, pour présenter les espèces du marais. Le zoo a accueilli jusqu'à 16 000 visiteurs par an. Dans les années 1990, les volières sont supprimées au profit d'observatoires.
En 2012, un classement comme réserve naturelle régionale intervient pour l'ensemble des 3 secteurs, par délibération du conseil régional des Pays de la Loire.

## Écologie (biodiversité, intérêt écopaysager…)
Le site comprend un sous-ensemble de milieux identiques à ceux rencontrés dans la Brière : plans d'eau et roselières, prairies inondables, etc. Un réseau de canaux sépare les différentes parties. Les populations d'oiseaux du marais de Brière fonctionnent en connexion forte avec celles des autres zones humides voisines, entre autres l'estuaire de la Loire, les marais salants de Guérande ou le golfe du Morbihan.

### Flore

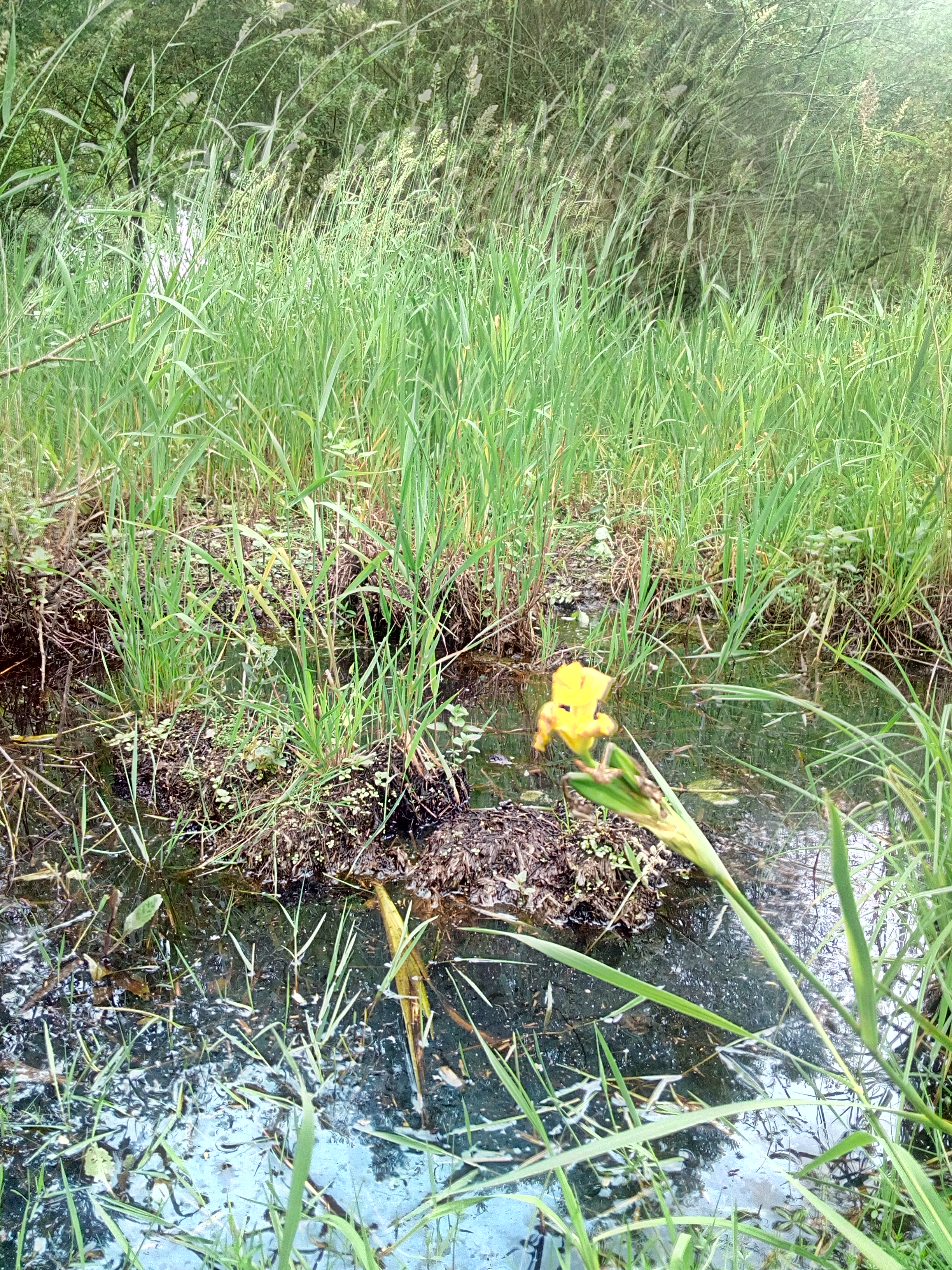
Iris dans le parc régional de Brière.

Les inventaires de la flore indiquent 15 espèces d'intérêt patrimonial (tel que l'iris). 

### Faune
Les mammifères comptent 12 espèces dont la Loutre d'Europe. 
L'avifaune observée sur le site compte 73 espèces dont la Sarcelle d'hiver, le Canard chipeau ou le Canard souchet. La Brière est le premier site français pour la nidification de diverses espèces comme le Busard des roseaux, le Butor étoilé, la Guifette noire ou la Marouette ponctuée. Le marais est une importante zone de halte migratoire pour les limicoles et les anatidés.

## Intérêt touristique et pédagogique
Seule la réserve Pierre Constant a vocation d'accueillir le public, les autres secteurs étant d'accès restreint.

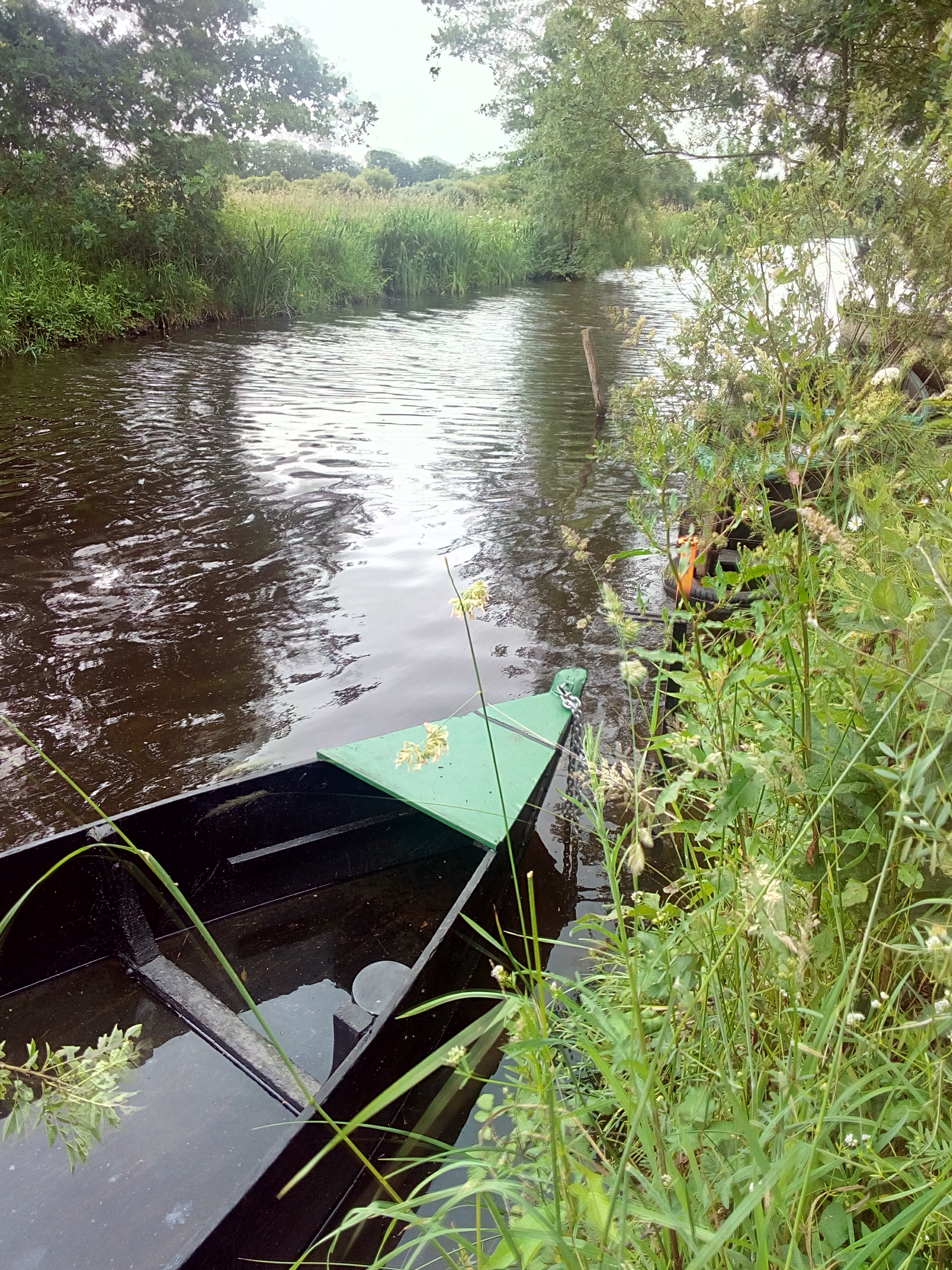
Chaland amarré sur un canal du marais

Des balades en chaland sont possibles à l'intérieur des canaux comme à Saint-André-des-Eaux, Saint-Malo-de-Guersac, Saint-Lyphard ou Saint-Malo-de-Guersac.

## Administration, plan de gestion, règlement
La réserve naturelle est gérée par le Parc naturel régional de Brière et la Commission syndicale de Grande Brière Mottière.

### Outils et statut juridique
La réserve naturelle a été créée par une délibération du 19 novembre 2012.